# 熙元

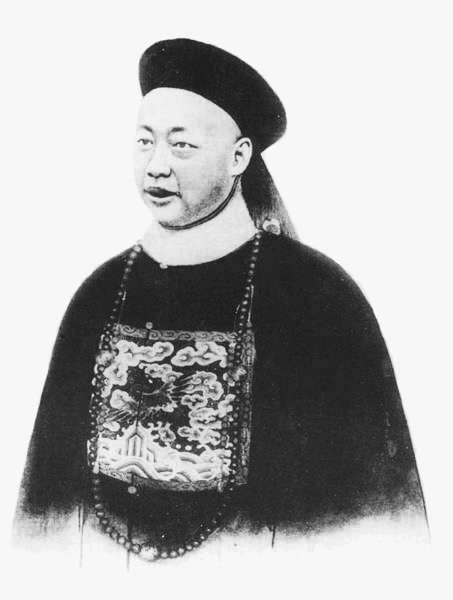
民国二十三年（1934年）《庚子辛亥忠烈像赞》之熙元像

熙元（1864年—1900年），喜塔腊氏，字吉甫。滿洲正白旗人，晚清官員、画家。直隸總督裕祿子。
光绪十五年（1889年）进士。同年五月，改翰林院庶吉士。光緒十六年四月，散館，授翰林院編修。累迁国子监祭酒。光緒二十六年（1900年）八国联军攻入北京，熙元与妻、嫂自尽殉國。